# Kultura ludowa Słowian
Kultura ludowa Słowian – monumentalne dzieło Kazimierza Moszyńskiego wydane w Krakowie w latach 1929–1939 (drugie wydanie w Warszawie,  1967–1968 w opracowaniu Jadwigi Klimaszewskiej). Dzieło było pierwszym w Europie syntetycznym opracowaniem ludowej kultury dużej grupy etnicznej, a jego publikacja wysunęła etnografię polską na czołową pozycję w europejskim słowianoznawstwie. 
Autor oparł się na rozległej rozproszonej literaturze oraz gruntownych badaniach terenowych jakie prowadził w Polsce, na Białorusi, Polesiu i Ukrainie. 
Dzieło liczy ponad 2300 stron druku, zawiera ryciny prawie 2500 obiektów, w większości wykonane przez samego autora, a także mapy i dodatki nutowe.
W 1936 roku I tom ukazał się w przekładzie szwedzkim, plany przekładu niemieckiego nie zostały zrealizowane wskutek wybuchu wojny.

## Struktura
Dzieło składa się z dwóch części:
- Część I. Kultura materialna[1] z działami: zdobywanie żywności i surowców, przechowywanie żywności i surowców, przygotowywanie pokarmów, obróbka surowców, zabiegi o bezpieczeństwo i wygodę, transport i komunikacje;
- Część II. Kultura duchowa[2][3], podzielona na dwa zeszyty:
  - Zeszyt 1 z działami: wiedza, życie religijne[2];
  - Zeszyt 2 z działami: sztuka, onomastyka i symbolika znaków[3].

Wybuch II wojny światowej uniemożliwił autorowi przygotowanie planowanego tomu trzeciego, poświęconego kulturze społecznej, oraz zakończenia i bibliografii.